# Хеггблад, Артур
Артур Хеггблад (швед. Arthur Häggblad; 14 августа 1908 года, Нурдмалинг — 16 июня 1989 года, Стокгольм) — шведский лыжник, призёр Олимпийских игр и чемпионата мира.

## Карьера
На Олимпийских играх 1936 года в Гармиш-Партенкирхене, выступал в гонке на 18 км и эстафете. В гонке на 18 км занял 8-е место. В эстафете бежал третий этап и, уйдя на свой этап на 2-м месте, он по ходу этапа пропустил вперёд представителя Финляндии Матти Ляхде и закончил этап на третьем месте, на последнем этапе шведы сохранили третью позицию и завоевали бронзовую медаль. В гонке на 50 км участия не принимал.
На чемпионате мира 1934 года в Соллефтео завоевал бронзовую медаль в эстафете, кроме того в обоих личных гонках, на 18 и 50 км останавливался в шаге от пьедестала, занимая 4-е места.